# Миссалья
Миссалья (итал. Missaglia) — коммуна в Италии, располагается в регионе Ломбардия, подчиняется административному центру Лекко.
Население составляет 7805 человек (на 2004 г.), плотность населения составляет 653 чел./км². Занимает площадь 11 км². Почтовый индекс — 23873. Телефонный код — 039.
Покровителем коммуны почитается святой Виктор Мавр, празднование 8 мая.

## Города-побратимы
- Ла-Рош-Позе, Франция